# Pałac w Twardogórze

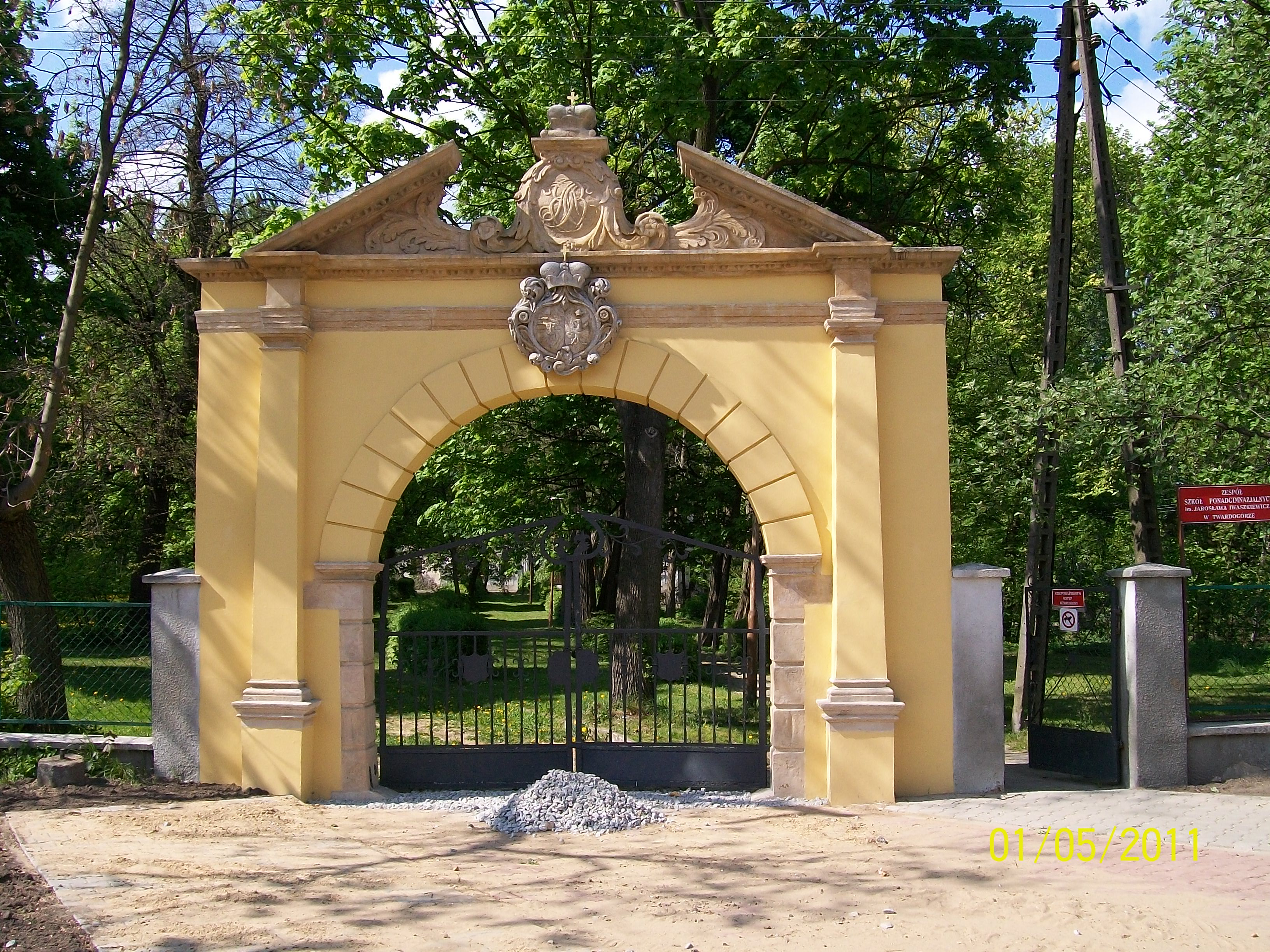
Brama pałacowa

Pałac w Twardogórze (niem. Schloss Festenberg) – zabytkowy pałac wybudowany w XVIII w. w Twardogórze – mieście w Polsce, w województwie dolnośląskim, w powiecie oleśnickim, w gminie Twardogóra,

## Historia
W XVII wieku wybudowano dwór na wodzie, który w XVIII został przebudowany na pałac, w XIX w. rozbudowany. Odbudowany ze zniszczeń wojennych w latach 1964-1968. Aktualnie trwają prace projektowe nad stworzeniem centrum kultury. Na bramie wjazdowej kartusze z herbami Eleonory von Württemberg-Mömpelgard (1656–1743) (L) i księcia oleśnickiego Sylwiusza Fryderyka (P).

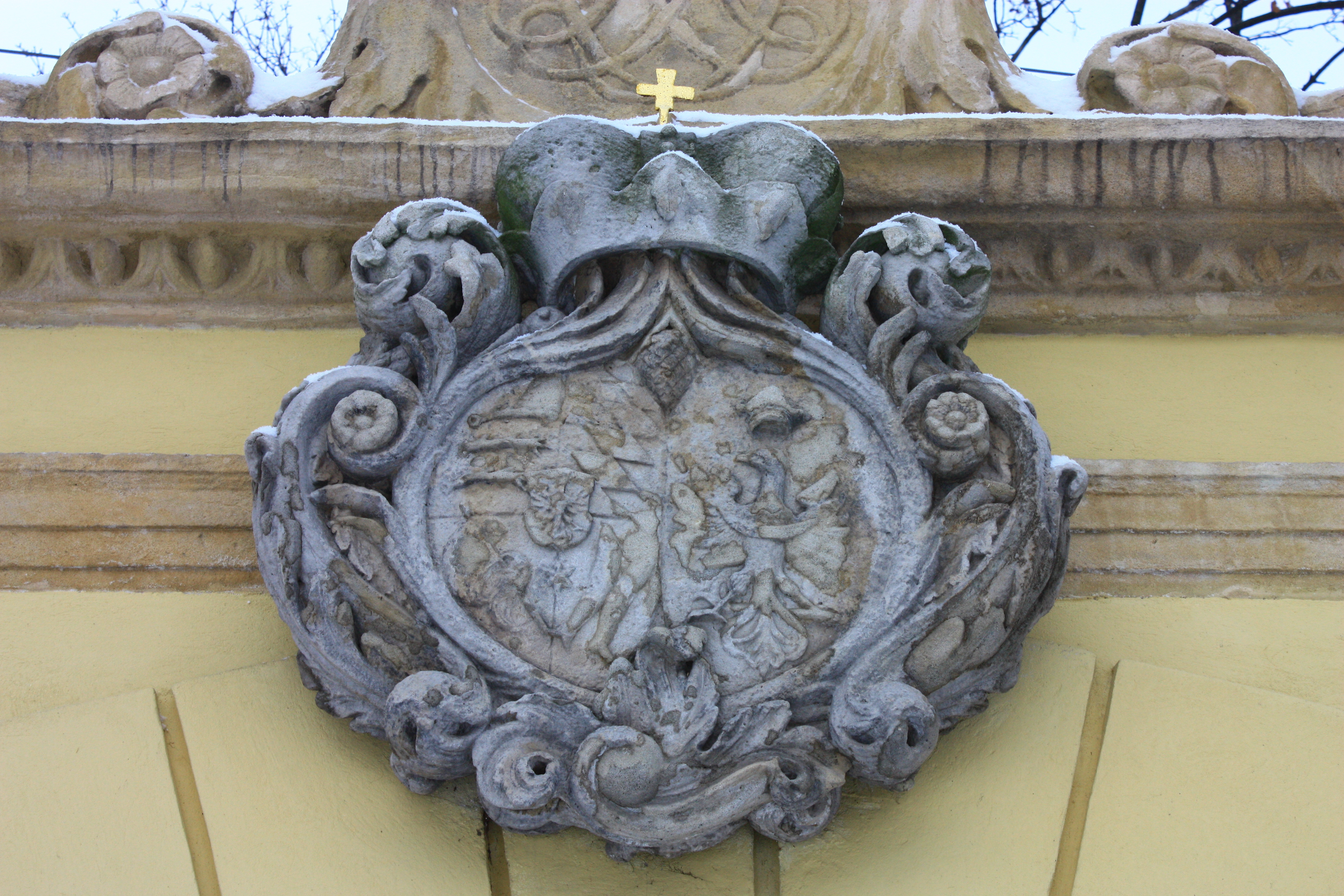
Herb na bramie
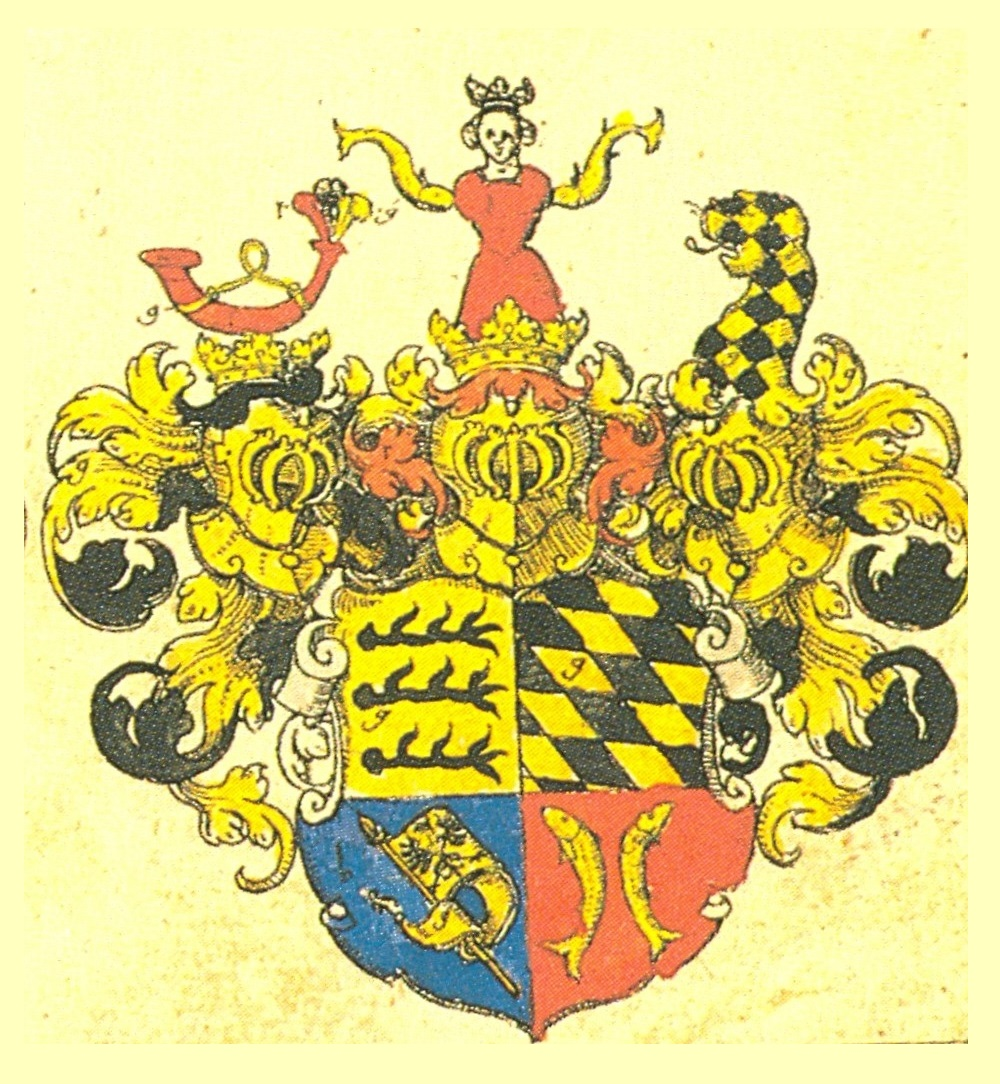
Herb von Württemberg
Herb Württemberg-Oels
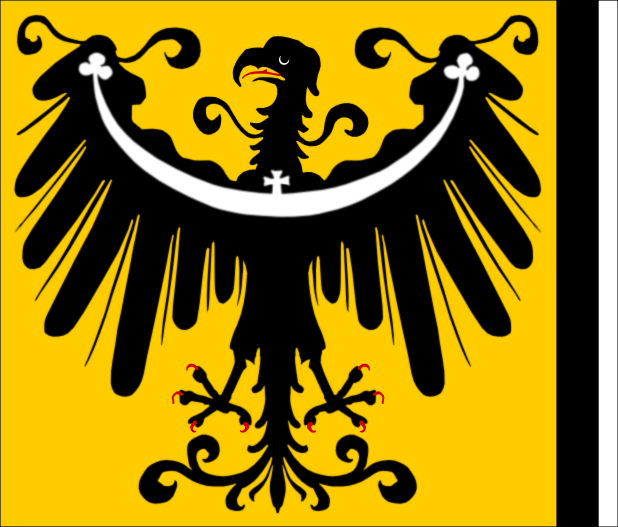
Herb ks. oleśnickiego